# Netsuke

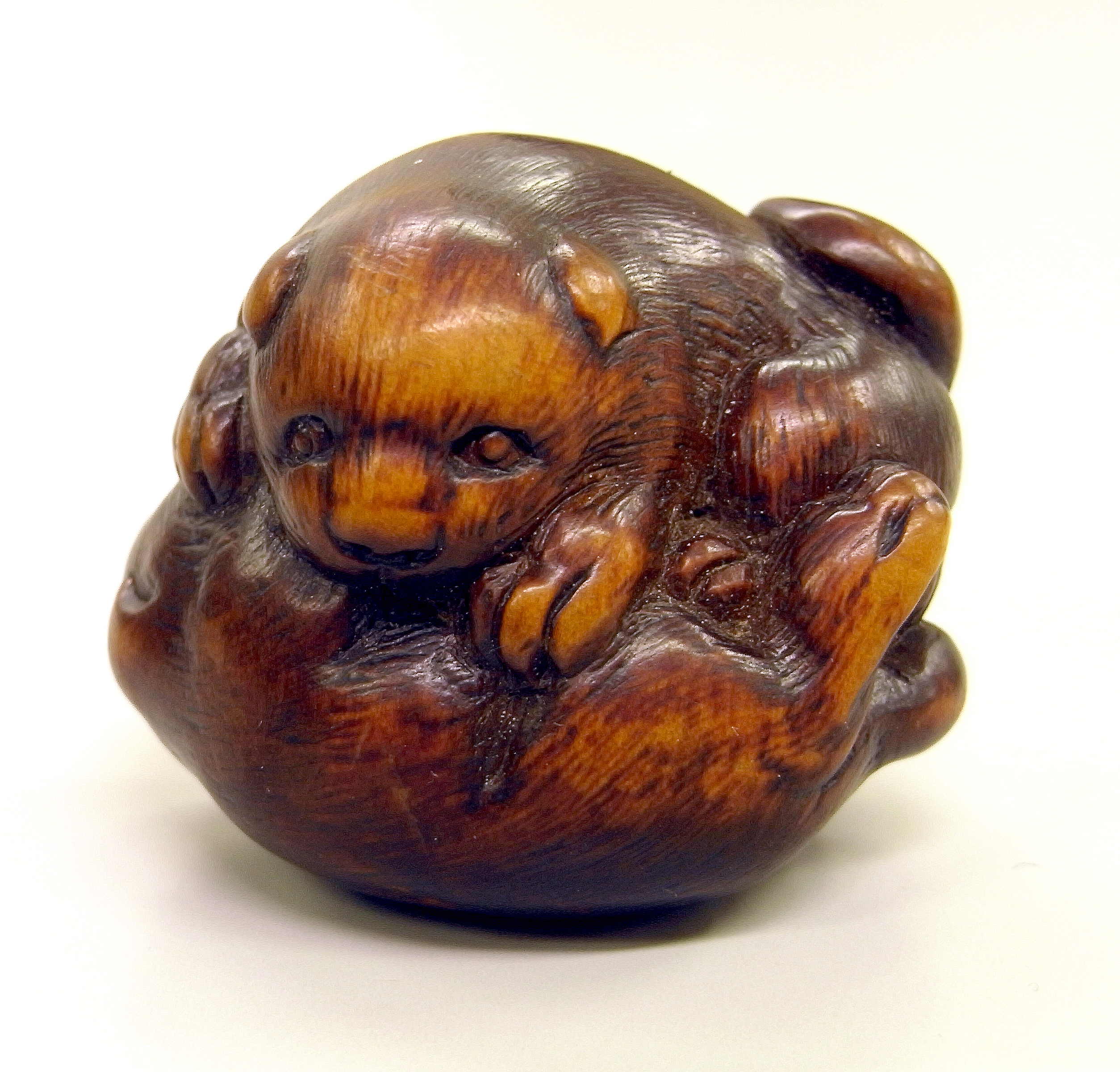
Un netsuke con forma de perro, obra de 虎渓(Kokei).

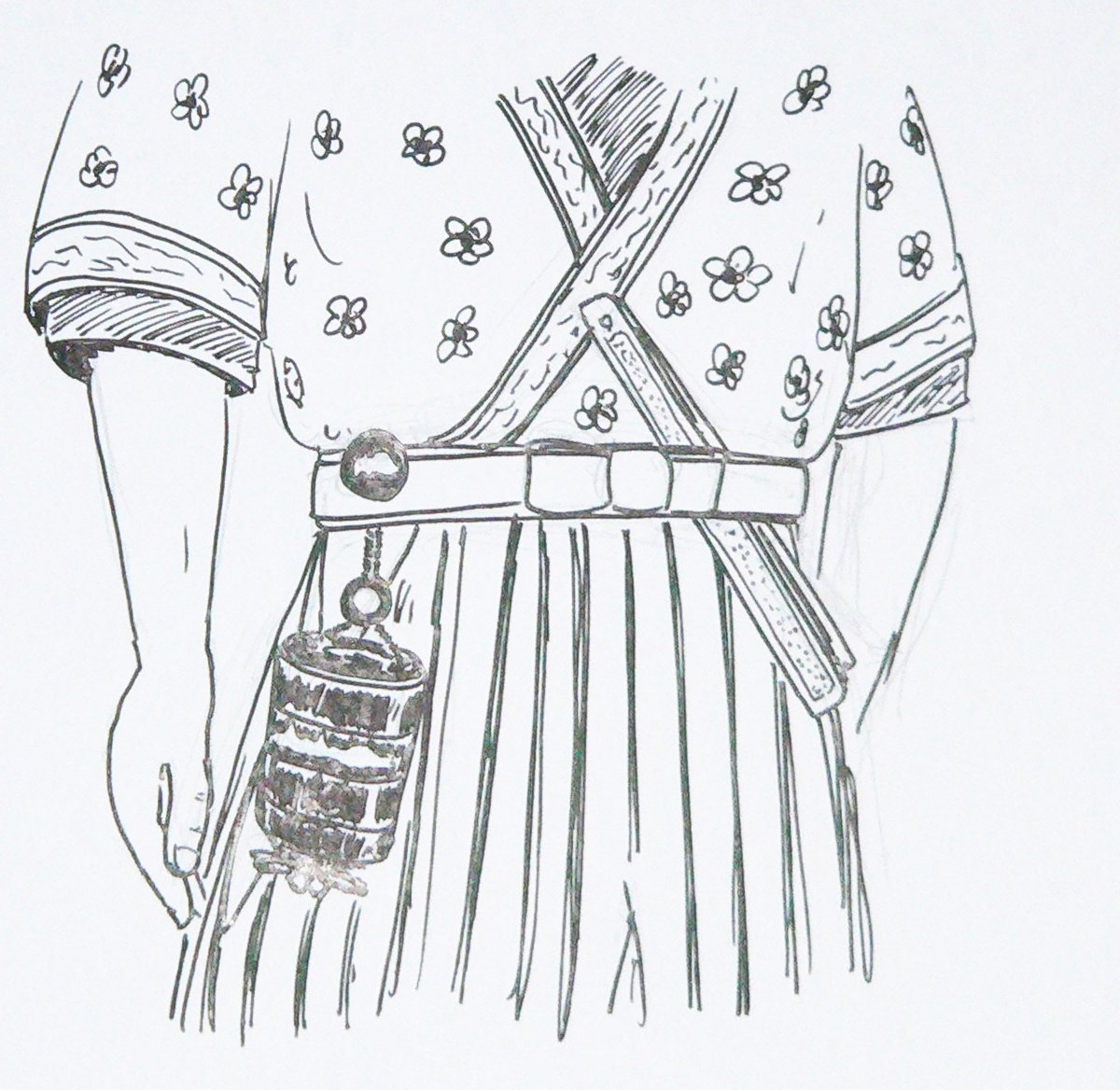
En esta imagen un hombre lleva un inro sostenido por un netsuke que se encuentra enganchado en la faja de su hakama.

Los netsuke (japonés:根付) son esculturas en miniatura que se inventaron en el siglo XVII en Japón para prestar una función práctica (los dos caracteres japoneses ne+tsuke significan "raíz" y "fijar"). Las vestimentas tradicionales japonesas denominadas kosode y kimono—no tenían bolsillos; sin embargo, los hombres precisaban disponer de algún medio para guardar sus elementos personales tales como pipas, tabaco, dinero, sellos o medicinas.
La solución que encontraron fue almacenar dichos objetos en pequeños contenedores o bolsas (denominados sagemono) que se colgaban de sogas de las fajas de sus vestimentas (obi). Los contenedores eran bolsas pequeñas o cestas tejidas, pero los más populares eran una cajitas muy bellas denominadas inro, que se mantenían cerradas mediante el ojime, que eran cuentas o cuerdas deslizables. Más allá de la forma y tipo de contenedor, el seguro que retenía el cordel en la parte superior del recipiente era un elemento tallado pequeño denominado netsuke. 
El netsuke, al igual que el inro y el ojime, evolucionaron a lo largo del tiempo de un uso estrictamente utilitario a pasar a ser objetos con un gran mérito artístico y que presentaban el trabajo de avezados artesanos. Tales objetos poseen una larga historia que recoge aspectos importantes del folclore y la vida en Japón. La producción de netsuke fue muy popular durante el período Edo en Japón, hacia 1615-1868. El arte ha perdurado hasta la actualidad, y algunas obras modernas se cotizan a precios elevados en Gran Bretaña, Europa, Estados Unidos y Japón. Existen buenas reproducciones baratas que se pueden adquirir en los museos y negocios de recuerdos.

## Tipos denetsuke

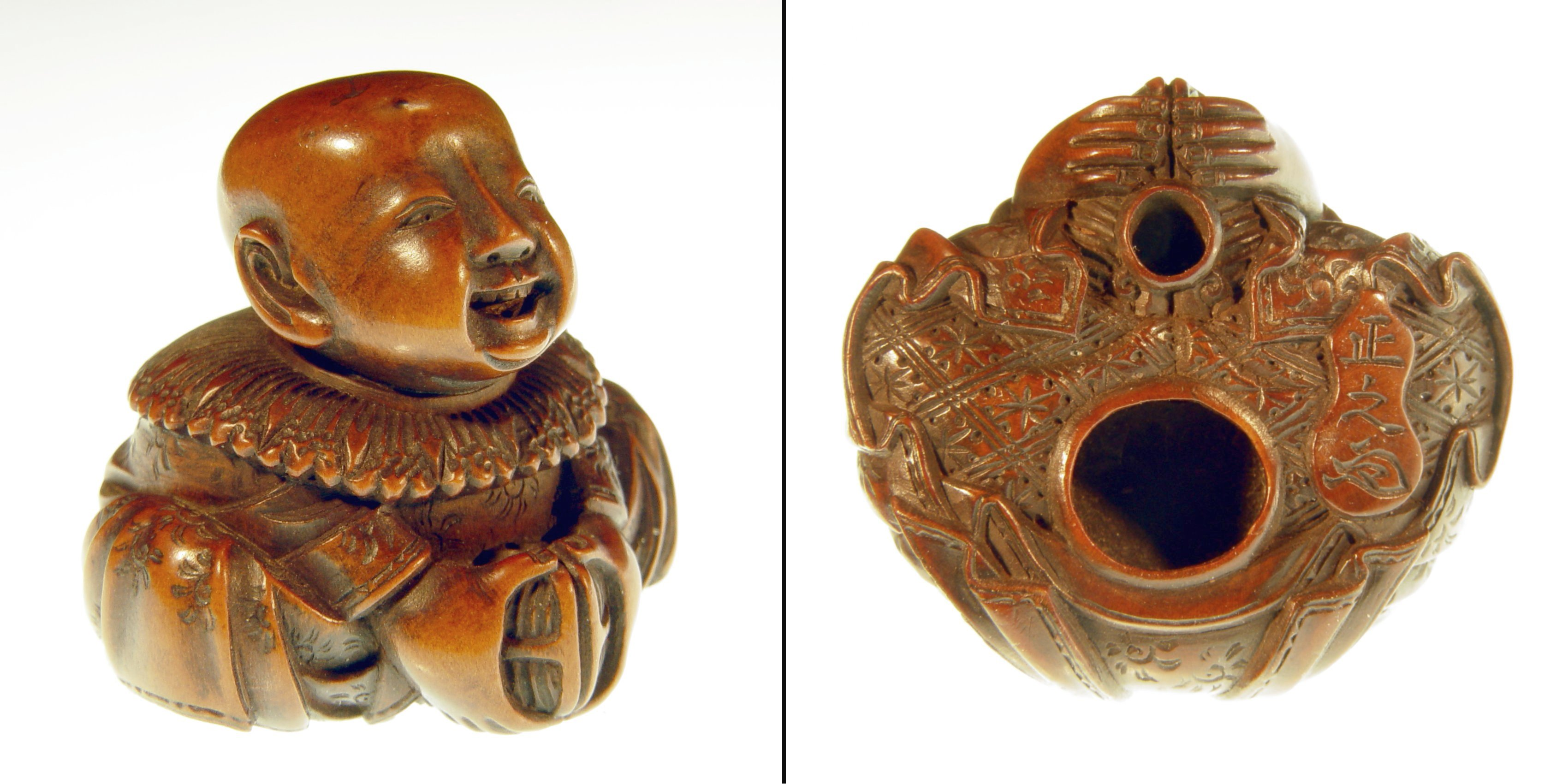
Netsuke Katabori

- katabori netsuke (形彫根付) o "escultura netsuke" - Este es el tipo más común de netsuke. Son figuras tridimensionales compactas talladas en una forma esférica y por lo general poseen de 3 a 9 cm de diámetro.[3]

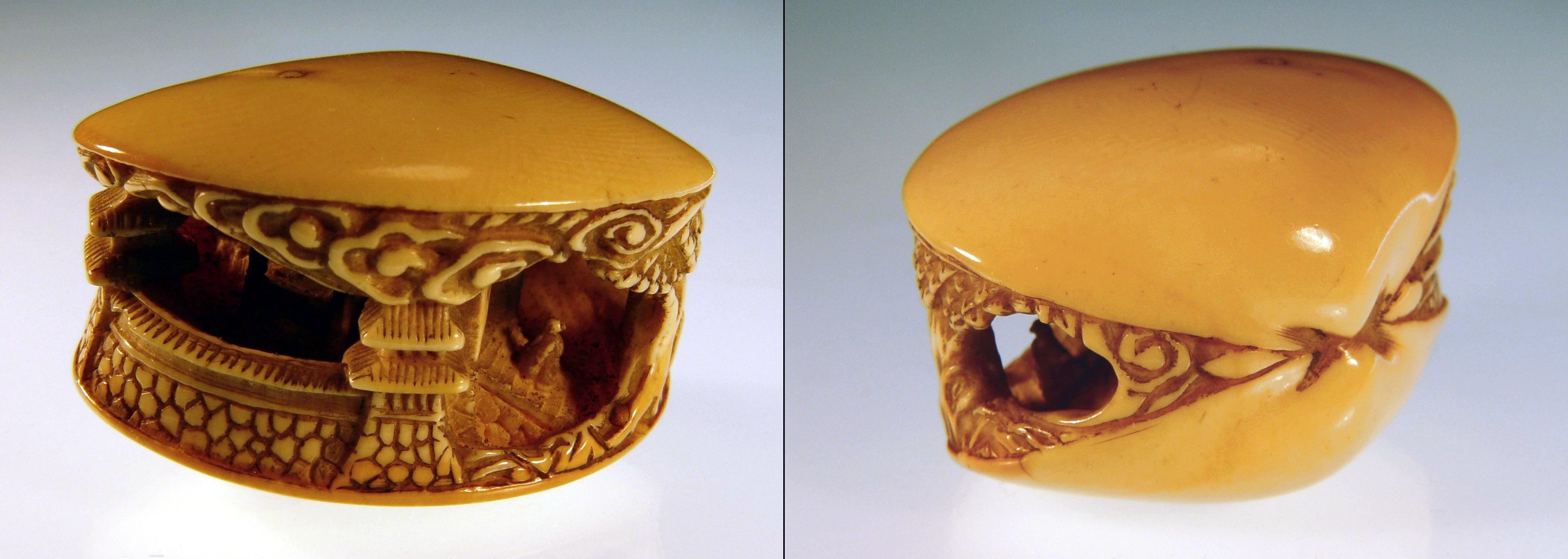
Netsuke Anabori

- anaborinetsuke (穴彫根付) o "netsuke ahuecado" - es un subconjunto de los katabori los cuales se tallan para tener un centro hueco. Unos de los motivos más comunes de este tipo de netsuke son las valvas.[4]

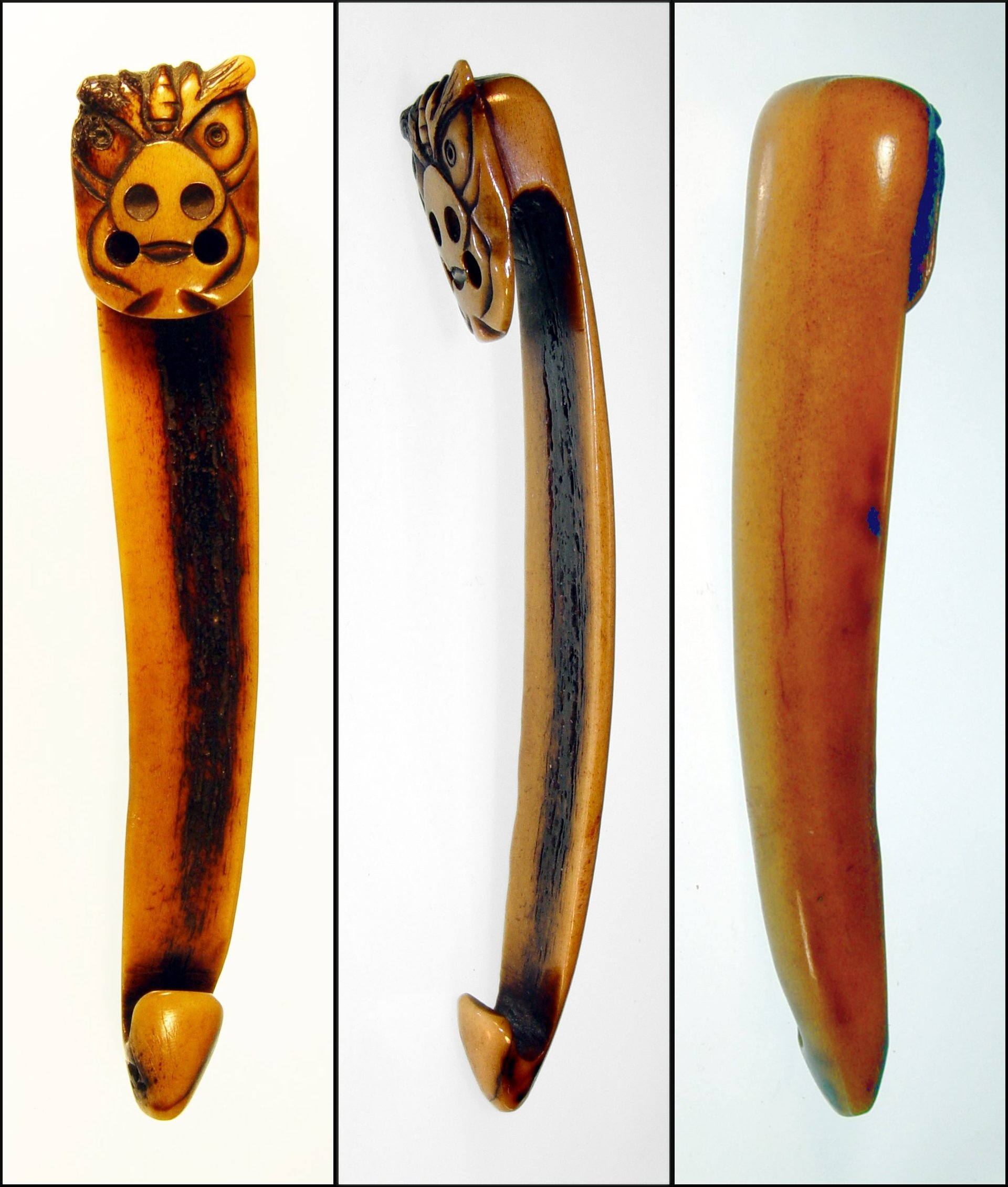
Netsuke Obi-hasami sashi

- sashinetsuke (差根付) - Esta es una forma alargada de katabori, literalmente netsuke "pincho", de longitud similar a los palillos y gourds utilizados como netsuke improvisados antes de que se comenzaran a utilizar piezas talladas. Tienen unos 15 cm de largo.

- obi-hasami - Otro netsuke alargado con extremos superior e inferior redondeados. Se ubica detrás del obi con los extremos curvados visibles por encima y por debajo del obi.

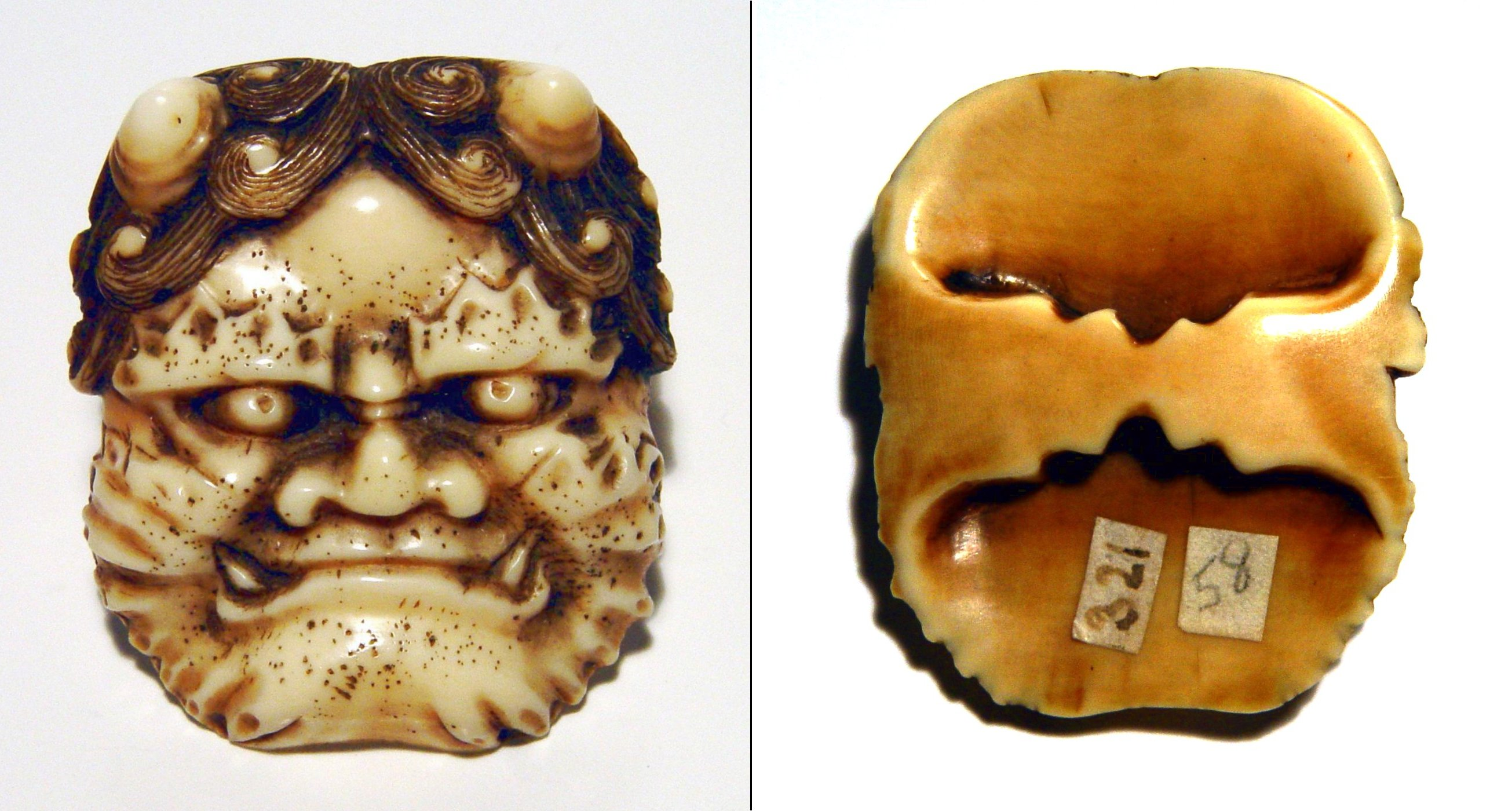
Netsuke máscara

- netsuke men (面根付) o netsuke máscara - la categoría más voluminosa luego de los katabori. A menudo estas son imitaciones de máscaras noh de mayor tamaño y comparten ciertas características tanto con los netsuke katabori como con los manju/kagamibuta.

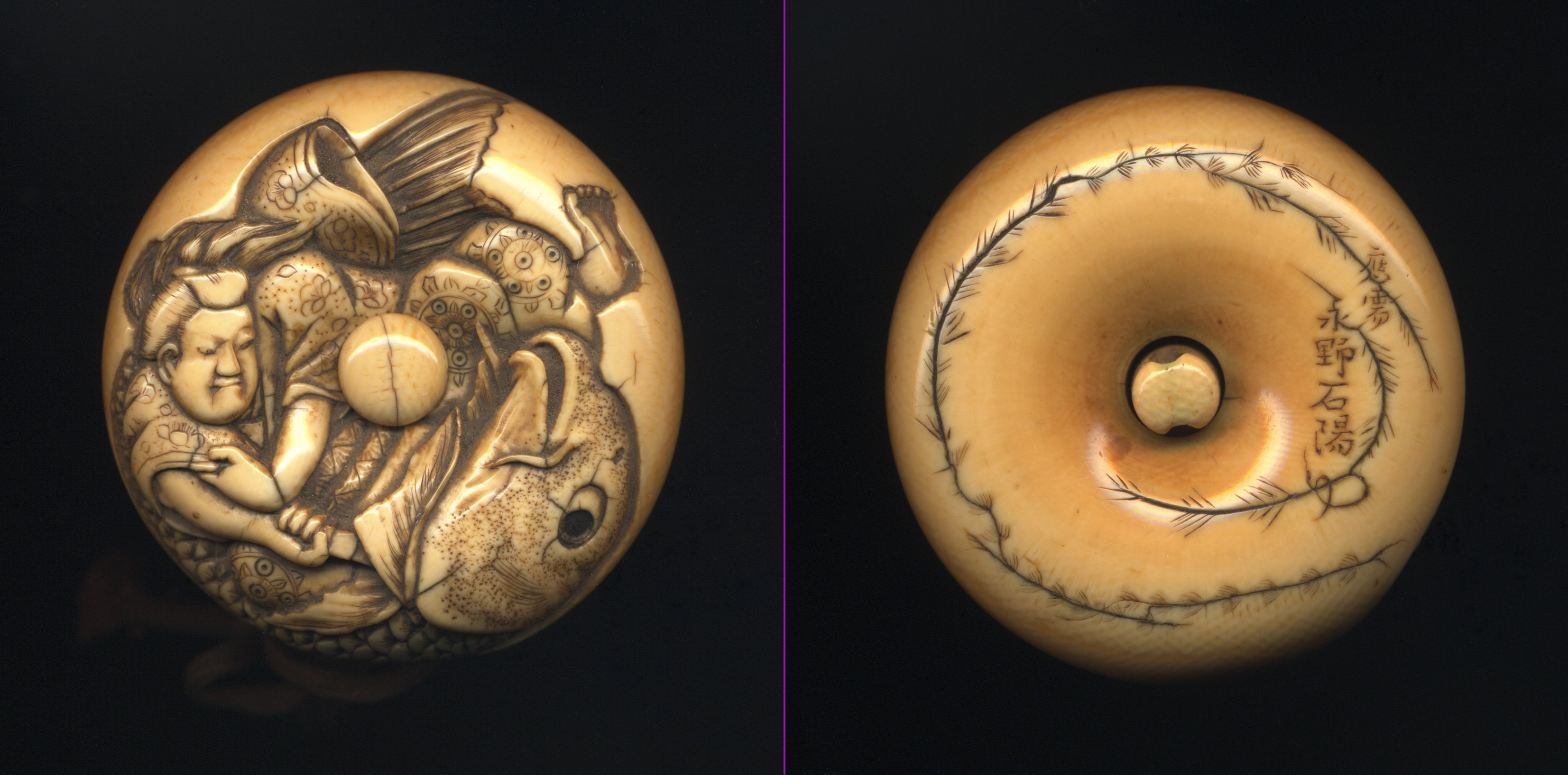
Netsuke Manju

- netsuke manju (饅頭根付) o manju netsuke- un netsuke redondeado grueso y chato, con tallas realizadas en relieve, a veces fabricado con dos trozos de marfil. Toman la forma del manju, una especialidad de la cocina japonesa.

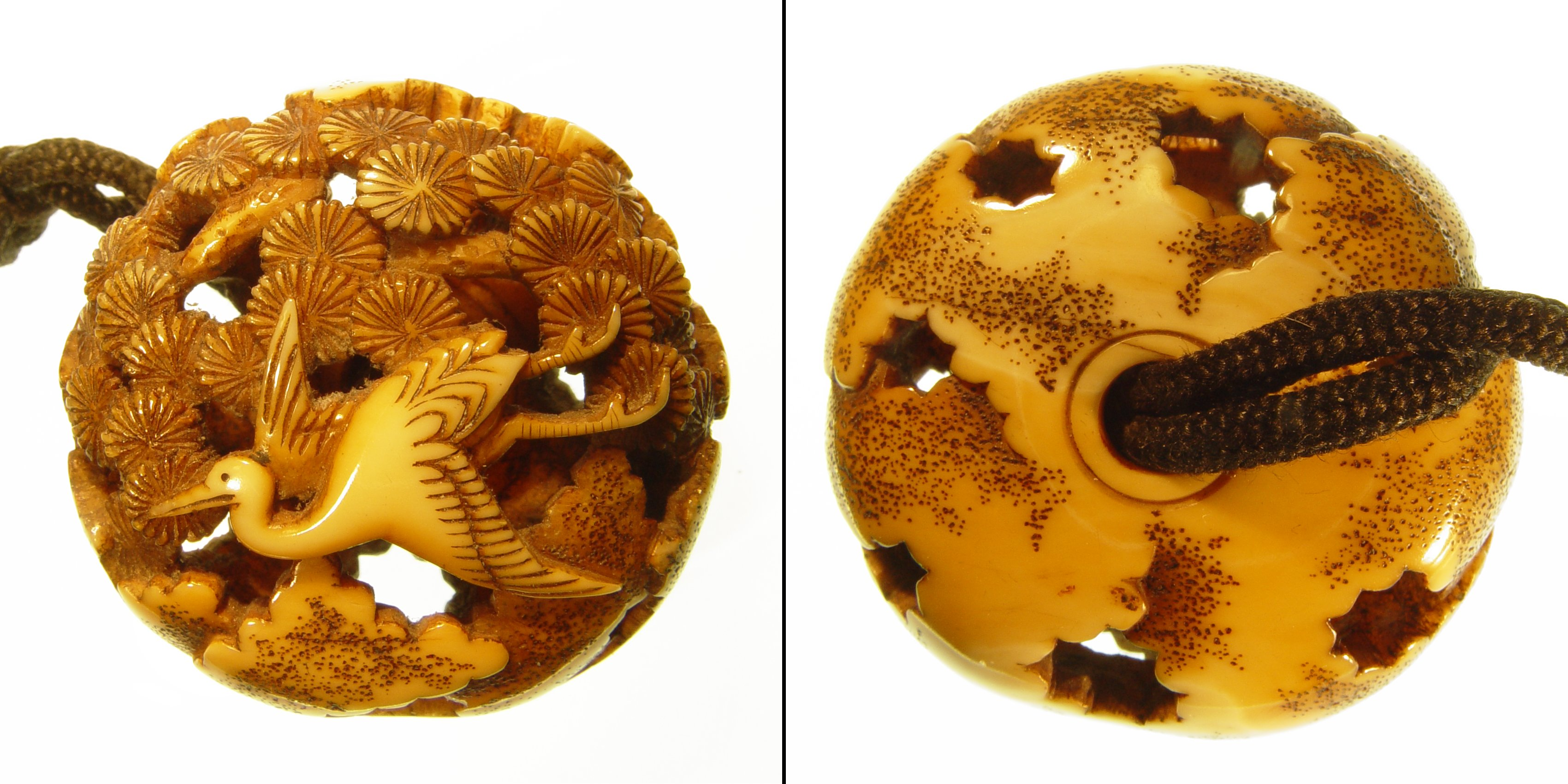
Netsuke Ryusa

- netsuke ryusa (柳左根付）- posee la forma de un manju, pero se encuentra tallado como una cinta, por lo cual la luz se transparente por la pieza.

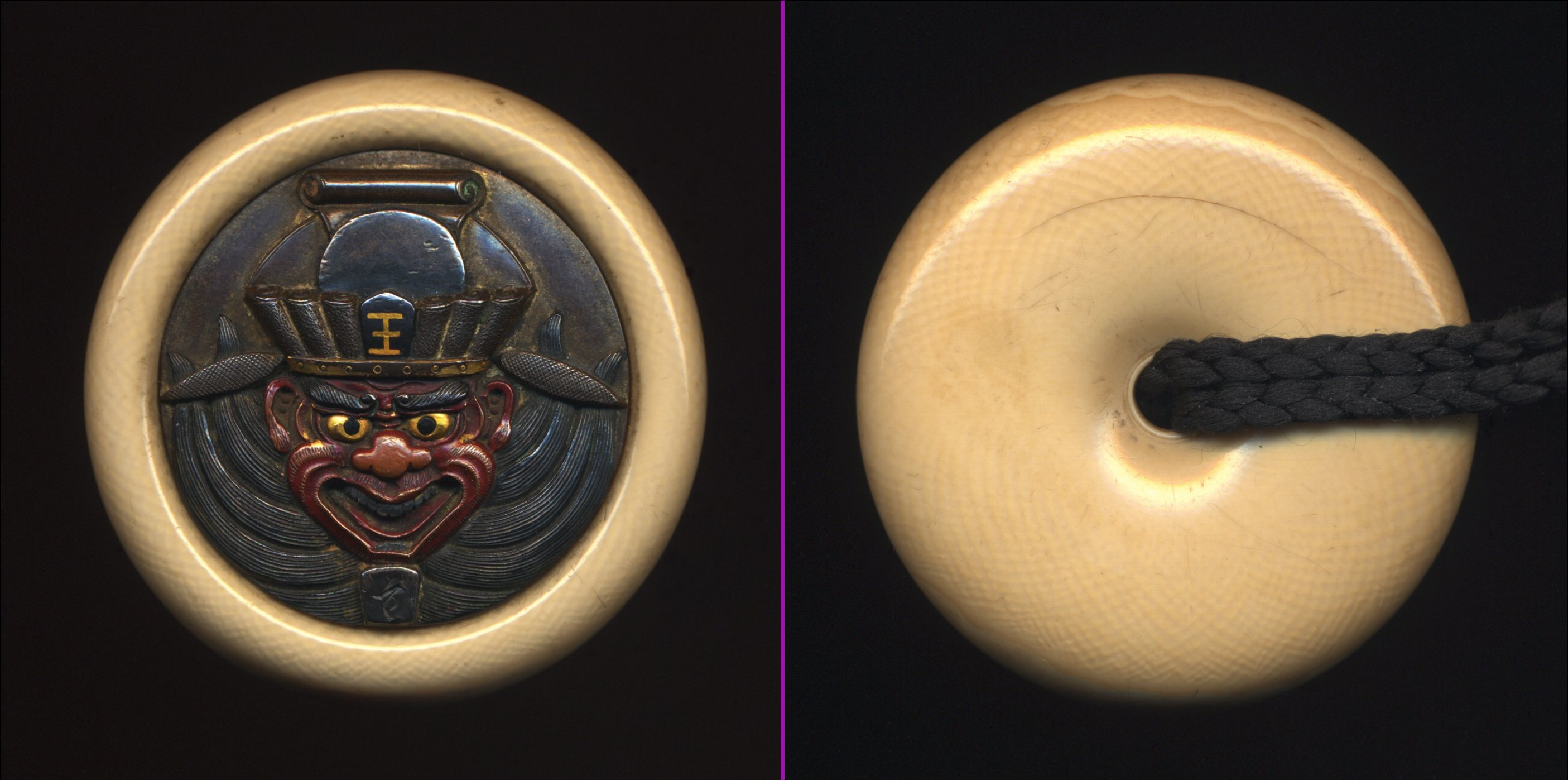
Netsuke Kagamibuta

- netsuke kagamibuta (鏡蓋根付) o "netsuke tapa de espejo" - posee la forma del manju, pero con un disco metálico que sirve de tapa a un bols poco profundo, por lo general de marfil. A menudo el metal se encuentra muy decorado mediante diversas técnicas metalúrgicas.

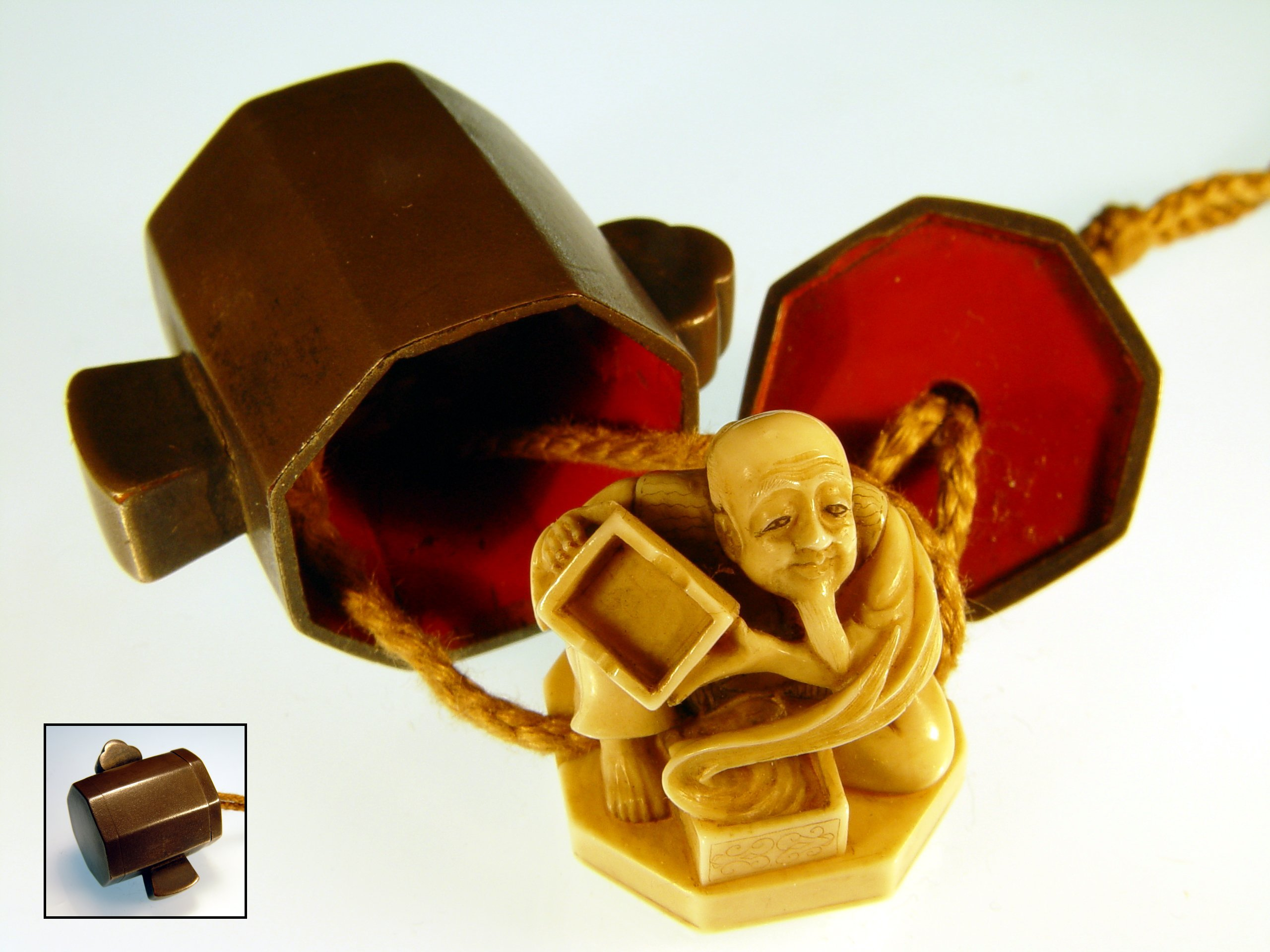
Netsuke con truco

- Netsuke karakuri (からくり根付) o "netsuke con truco/mecanismo" - todo netsuke que posee partes móviles o sorpresas escondidas.